# Andrena chromotricha
Andrena chromotricha är en biart som beskrevs av Cockerell 1899. Andrena chromotricha ingår i släktet sandbin, och familjen grävbin. Inga underarter finns listade i Catalogue of Life.